# Gordon King
Gordon David King (Madison, 3 febbraio 1956) è un ex giocatore di football americano statunitense che ha militato nel ruolo di offensive tackle nella National Football League (NFL).

## Carriera
King al college giocò a football a Stanford. Fu scelto dai New York Giants  come decimo assoluto nel Draft NFL 1978. Vi giocò fino al 1985, dopo di che passò ai rivali cittadini dei New York Jets per due ultime stagioni. Complessivamente disputò 97 partite come professionista, di cui 60 come titolare.